# Coupe d'Italie de rugby à XV 2013-2014
Navigation
Trofeo Eccellenza 2012-2013 Trofeo Eccellenza 2014-2015
La Coupe d'Italie de rugby à XV 2013-2014 oppose les sept équipes italiennes du Championnat d'Italie de rugby à XV ne disputant pas le Challenge européen. Cette compétition a été remodelée par la Fédération italienne de rugby à XV pour permettre aux clubs ne participant pas au Challenge européen de rester en activité. Ce mini-championnat est composé de deux groupes de quatre et trois équipes dont les deux vainqueurs s'opposent à l'occasion d'une finale.

## Groupe A

### Classement
| Rang | Club            | J | V | N | D | Bo | Bd | Pm  | Pe  | Diff | Pts |
| ---- | --------------- | - | - | - | - | -- | -- | --- | --- | ---- | --- |
| 1    | Rugby Rovigo    | 6 | 6 | 0 | 0 | 4  | 0  | 183 | 92  | +91  | 28  |
| 2    | Petrarca Padoue | 6 | 4 | 0 | 2 | 4  | 2  | 173 | 95  | +78  | 22  |
| 3    | San Donà        | 6 | 2 | 0 | 4 | 2  | 1  | 127 | 147 | -20  | 11  |
| 4    | Reggio          | 6 | 0 | 0 | 6 | 0  | 1  | 61  | 210 | -149 | 1   |

|  | Qualifié pour la finale (no 1) |

### Détails des matchs
L'équipe qui reçoit est indiquée dans la colonne de gauche.
| Clubs           | REG   | SAN   | PAD   | ROV   |
| --------------- | ----- | ----- | ----- | ----- |
| Rugby Reggio    |       | 17-43 | 14-31 | 8-9   |
| San Donà        | 33-0  |       | 15-27 | 21-27 |
| Petrarca Padoue | 40-7  | 35-7  |       | 25-30 |
| Rugby Rovigo    | 54-15 | 41-8  | 22-15 |       |

|  | Victoire à domicile |  | Match nul |  | Défaite à domicile |

## Groupe B

### Classement
| Rang | Club       | J | V | N | D | Bo | Bd | Pm  | Pe  | Diff | Pts |
| ---- | ---------- | - | - | - | - | -- | -- | --- | --- | ---- | --- |
| 1    | Fiamme Oro | 4 | 3 | 0 | 1 | 3  | 1  | 117 | 59  | +58  | 16  |
| 2    | SS Lazio   | 4 | 3 | 0 | 1 | 2  | 0  | 95  | 59  | +36  | 14  |
| 3    | Capitolina | 4 | 0 | 0 | 4 | 0  | 0  | 36  | 130 | -94  | 0   |

|  | Qualifié pour la finale (no 1) |

### Détails des matchs
L'équipe qui reçoit est indiquée dans la colonne de gauche.
| Clubs         | FIA   | LAZ   | CAP   |
| ------------- | ----- | ----- | ----- |
| Fiamme Oro    |       | 38-21 | 42-13 |
| SS Lazio      | 15-8  |       | 29-6  |
| UR Capitolina | 10-29 | 7-30  |       |

|  | Victoire à domicile |  | Match nul |  | Défaite à domicile |

## Finale
| 8 février 2014 | Rugby Rovigo | 25 - 26 (15 - 6) | Fiamme Oro | Stade Mario-Battaglini, Rovigo 4 000 spectateurs Arbitre : Spadoni |
| 8 février 2014 |              |                  |            | Stade Mario-Battaglini, Rovigo 4 000 spectateurs Arbitre : Spadoni |
| 8 février 2014 |              |                  |            | Stade Mario-Battaglini, Rovigo 4 000 spectateurs Arbitre : Spadoni |